# Comisar European pentru Afaceri Economice și Financiare, Fiscalitate și Vamă
Comisarul Pentru Afaceri Economice și Financiare, Fiscalitate și Vamă este membru al Comisiei Europene. Actualul comisar este Paolo Gentiloni. Până în 2014, postul a fost numit Comisar pentru Impozitare și Uniune Vamală, Audit și Antifraudă și a fost împărțit anterior înainte de 2010, auditul fiind sub controlul Comisarului pentru Afaceri Administrative. Postul a fost desființat în 2014, când Comisia Juncker a contopit postul cu cel al portofoliului Afaceri economice și financiare.
Postul este responsabil pentru uniunea vamală și politica de impozitare a UE. Uniunea Europeană a avut o uniune vamală de la crearea Comunității Economice Europene și această uniune se extinde în Turcia, Andorra și San Marino. Din 2010 a câștigat responsabilitatea pentru audit (descărcare bugetară, audit intern, combaterea fraudei): în special Serviciul de Audit Intern și Oficiul European de Luptă Antifraudă.

## Lista comisarilor
|   | Nume             | Țara         | Perioada  | Comisia                         |
| - | ---------------- | ------------ | --------- | ------------------------------- |
| 1 | Frits Bolkestein | Olanda       | 1999–2004 | Comisia Prodi (Fiscalitate)     |
| 2 | Neil Kinnock     | Regatul Unit | 1999–2004 | Comisia Prodi (Audit)           |
| 3 | László Kovács    | Ungaria      | 2004–2009 | Comisia Barroso I (Fiscalitate) |
| 4 | Siim Kallas      | Estonia      | 2004–2010 | Comisia Barroso I (Audit)       |
| 5 | Algirdas Šemeta  | Lituania     | 2010-2014 | Comisia Barroso II              |
| 6 | Pierre Moscovici | Franța       | 2014-2019 | Comisia Juncker                 |
| 7 | Paolo Gentiloni  | Italia       | Din 2019  | Comisia von der Leyen           |

## Legături externe
- Commissioner's website
- Commissioner's Press Releases
- Commission Tax and Customs website